# Elephas celebensis
Elephas celebensis або Карликовий слон Сулавесі — вимерлий вид азійського слона. Він містить два види: S. indonesicus з Яви та S. celebensis з Сулавесі. Його спорідненість з іншими слонами не визначена.

## Опис
Карликовий слон Сулавесі (Stegoloxodon celebensis або Elephas celebensis) мав близько половини розміру Archidiskodon (= Mammuthus) planifrons, з яким спочатку пов'язував Dirk Albert Hooijer його рештки у 1949 році.  Найочевиднішою відмінністю від останнього є наявність функціональних нижніх бивнів. Проте це вважалося педоморфною ознакою, до того часу як Vincent Maglio, виступив з твердженням що це є окремий вид.

## Походження і таксономія
Збереження функціональних нижніх бивнів, не може вважатися тільки педоморфною ознакою. Це також може бути збереженням примітивних ознак, на кшталт африканських родів Primelephas та  Stegotetrabelodon, і, можливо, ранніх форм Mammuthus planifrons. Наприкінці 1980-х і початку 1990-х років індонезійсько-голландська команда розкопала більше матеріалу, в тому числі досить повний череп. На базі цих досліджень Ван ден Берг у 1999 році у своїй дисертації ставить питання про належність Карликового слона Сулавесі до Elephas та його спорідненість з Elephas indonesicus, приуроченого до того ж геологічного періоду. У 2008 Георгій Марков і Haruo Saegusa запропонували ототожнити  терміни "Elephas" зі Stegoloxodon.

## Ареал
Рід Stegoloxodon обмежується островами Ява і Сулавесі. Точне співвідношення між двома ендемічними видами незрозуміле, тому що вид з Яви відомий тільки одним моляром.
Скам'янілості карликового слона Сулавесі знайдені у формуванні Walanea, приурочені до пізнього пліоцену—початку плейстоцену. 